# 托尔克
托尔克是德国石勒苏益格－荷尔斯泰因州的一个市镇。总面积10.44平方公里，总人口1014人，其中男性510人，女性504人（2011年12月31日），人口密度97人/平方公里。